# Kathreiner
Die Kathreiner AG, früher Franz Kathreiners Nachfolger AG (FKN), mit der Tochtergesellschaft Kathreiner’s Malzkaffee-Fabriken GmbH war eine deutsche Unternehmensgruppe im Lebensmittelgroßhandel. Bekanntestes Produkt war der Malzkaffee. 1997/1998 meldete das Unternehmen Insolvenz an.

## Geschichte

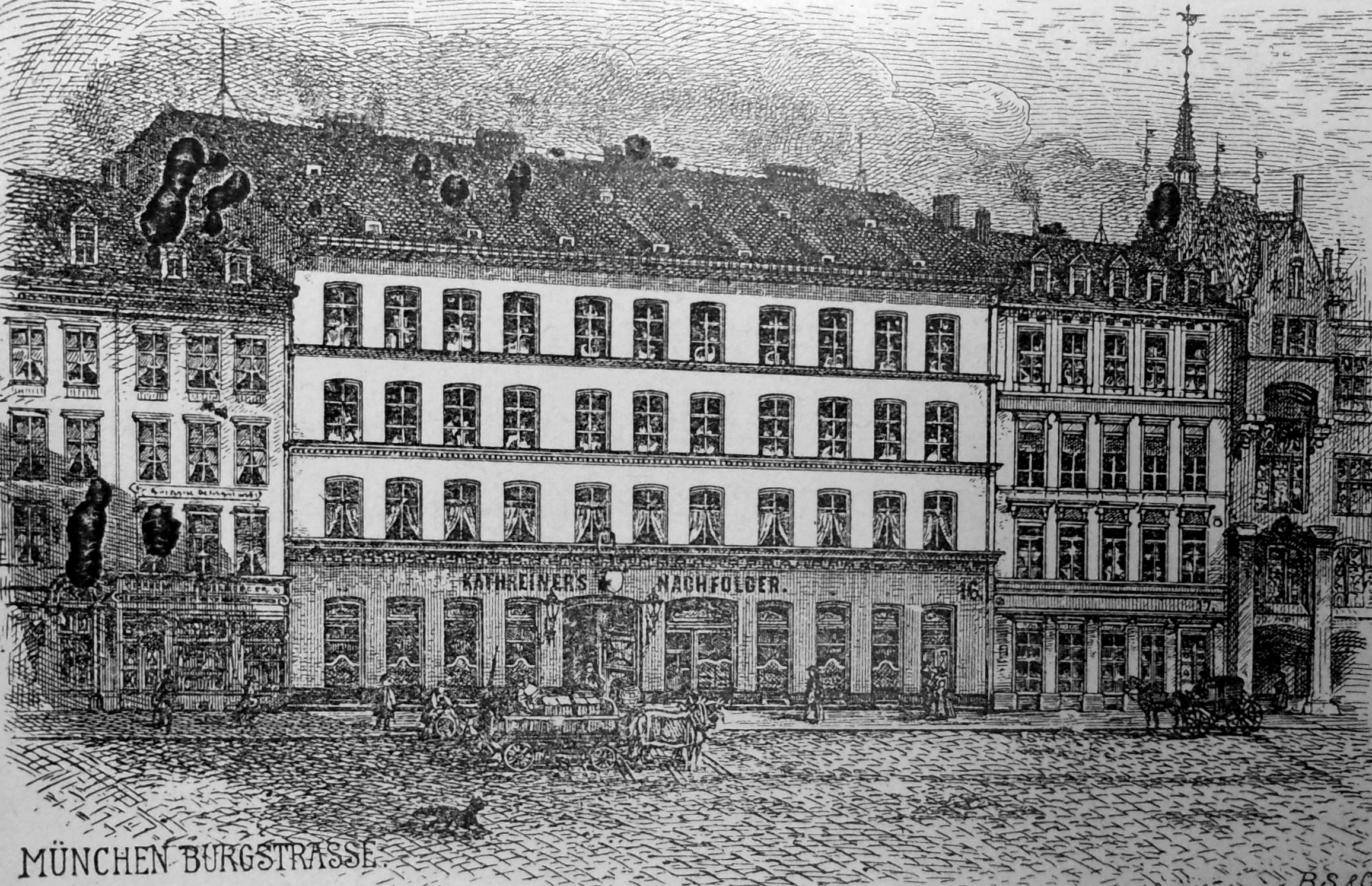
Ursprüngliches Geschäft in der Burgstraße

Im Jahr 1829 gründete der Münchner Kaufmann Franz Kathreiner nach seiner Dienstzeit als Feldwebel in der bayerischen Armee ein Kleinunternehmen, das sich zunächst auf die Herstellung von Brennöl spezialisierte und seit 1842 als Gewürz-, Farben- und Kolonialwarenhandlung betrieben wurde. Das Stammhaus des Unternehmens befand sich im Haus Burgstraße 16/17 neben dem Münchner Rathaus und war eine der ersten Handelsadressen in München.
Am 1. April 1870 übernahm der Kaufmann und spätere Geheime Kommerzienrat Emil Wilhelm das Geschäft von den Kathreiner-Erben, der Familie Wilhelm Gradinger. Der neue Besitzer stammte aus einer alten, in Lichtenfels (Oberfranken) ansässigen Kaufmanns-, Handwerker- und Ratsherrenfamilie. Seine Mutter war eine Tochter des Porzellanfabrikanten Carl Hutschenreuther. Wilhelm verbrachte seine Ausbildungsjahre in Bamberg und München, später war er für die Heilbronner Kaffee-Großhandlung Christoph Heinrich Schmidt jr. tätig.

Werbung für Kathreiners, 1901

Unter der Bezeichnung Franz Kathreiners Nachfolger (FKN) firmierte er mit seinem 1876 eingetretenen Kompagnon Adolph Brougier aus Altensteig in Württemberg, der Wilhelm von seiner Zeit bei der Kaffeehandlung Christoph Heinrich Schmidt jr. kannte.
Unter Wilhelm und Brougier wuchs das Unternehmen FKN in der zweiten Hälfte des 19. Jahrhunderts zu einem der größten und bedeutendsten Lebensmittelhändler in Deutschland. Die Produktpalette umfasste Lebensmittel von Wein, Champagner, Fettwaren über Schokoladen, Konserven bis hin zu Kerzen und Tee, der später unter anderem unter der Marke „Marco-Polo-Tee“ vertrieben wurde. Wichtigster Teilbereich war der Import von Kaffeebohnen. Die vom Unternehmen bezahlten Importzölle stiegen um fast 800 Prozent von 40.500 Mark im Jahr 1876 auf 354.000 Mark im Jahr 1888 an.
1888 siedelte sich FKN am Münchner Ostbahnhof an der Mühldorfstraße an. Neben einer Rösterei betrieb es hier später eine Kellerei, eine Marmeladenfabrik und die Konservenfabriken Kathra-Fabriken. Der Produktionsstandort an der Mühldorfstraße gehörte zu den größten Produktionsstätten in München mit eigenem Eisenbahnanschluss.
Vor dem Ersten Weltkrieg galt das 1897 in eine GmbH umgewandelte Mutterunternehmen mit 550 Beschäftigten als größtes Kolonialwarengeschäft Deutschlands. Auch waren die Inhaber der FKN und der Kathreiner Fabriken Mitgründer des bayerischen Industriellenverbandes, dessen erster Präsident der Geschäftsführer der Malzkaffeefabriken Hermann Aust wurde.

### Umwandlung zur Großhandlung
1928 erfolgte die Umwandlung in eine Aktiengesellschaft. 1971 verlagerte die Kathreiner AG ihren Standort vom Münchner Ostbahnhof nach Poing. Die Tochtergesellschaft Kathreiner’s Malzkaffee-Fabriken GmbH fusionierte 1934 mit dem Ludwigsburger Unternehmen Heinrich Franck Söhne zu Franck-Kathreiners Malzkaffee. Bekanntestes Produkt war neben dem Kneipp'schen Malzkaffee der Caro Landkaffee. Im Volksmund auch Muckefuck genannt. Die Produktion wurde später vom Nestlé-Konzern übernommen, der den Malzkaffee heute noch herstellt.
Die Produktion von Konserven und anderen Lebensmitteln wurde später größtenteils eingestellt und das Mutterhaus, die Kathreiner AG, fungierte mehr und mehr als Großhändler, Dienstleister und Betreiber. Die Kathreiner AG betrieb ab Anfang 1970 zu diesem Zweck auch mehrere SB-Warenhäuser und Supermärkte, die unter den Namen Katra, KOMM und Krone geführt wurden. Während Katra überwiegend als kleine Nachbarschaftsläden mit einer Verkaufsfläche von meist unter 1.000 m² geführt wurden, waren die KOMM- und vor allem die Krone-Märkte mit durchschnittlich 2.500 bis 14.000 m² deutlich größer. Zum Unternehmen gehörten auch Baumärkte, meist KOMM- oder Krone-Baumärkte und die Non-Food-Sparte CADI. Die Baumärkte wurden meist in Verbindung mit einem SB-Warenhaus auf der gleichen Fläche errichtet.

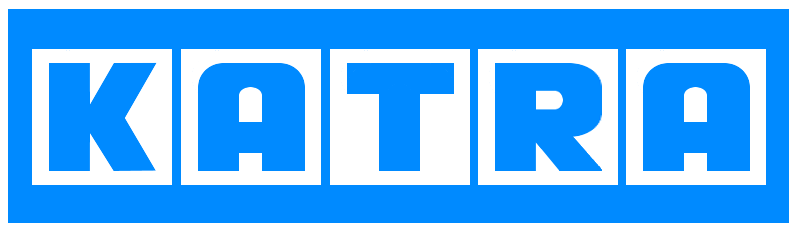
Katra Supermarkt
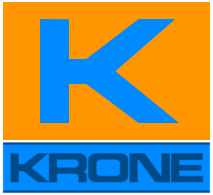
Krone-Markt
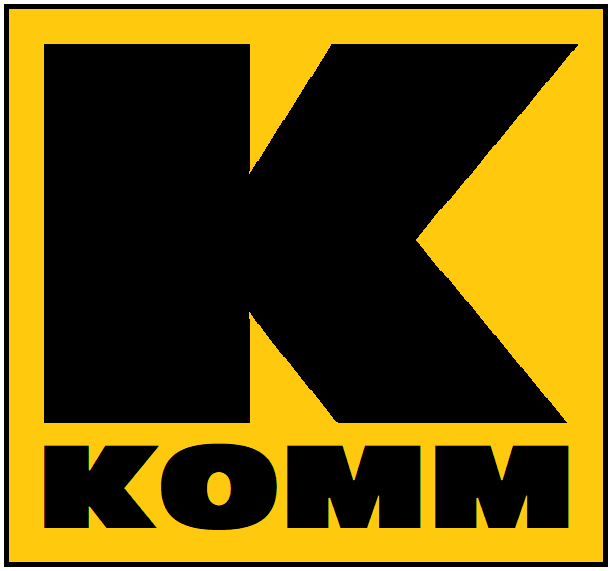
KOMM-Markt
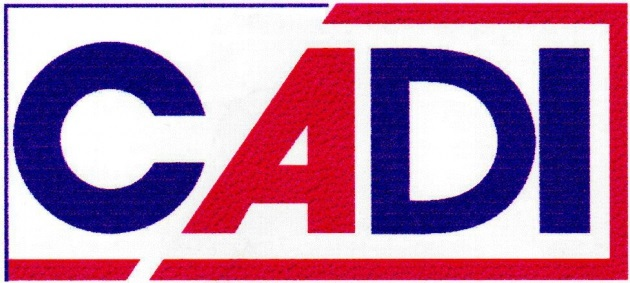
CADI Markt

Um die gleiche Zeit wurde zusammen mit der ebenfalls in Poing beheimateten Kehrer & Weber GmbH, einer Großhandlung der SPAR Handelsgesellschaft, eine weitere Vertriebsgesellschaft namens Bayerisches Handelszentrum (BHZ) gegründet. Unter ihr wurden überwiegend Einkaufszentren in Südbayern errichtet, wobei die Kathreiner AG als Komplementär fungierte. Die Belieferung erfolgte durch dieselbe Zentrale an der Gruber Straße in Poing. Bereits 1989 wurde die KG allerdings in die neu gegründete SPAR AG integriert und aufgelöst.
1990 begann die Expansion in den Neuen Bundesländern. Die Kathreiner AG versuchte, sich in den Neuen Bundesländern besonders stark zu positionieren. So wurden zu Spitzenzeiten zwischen 1991 und 1993 beinahe jede Woche zwei neue Märkte eröffnet. Für die Expansion wurde eine eigene, zu 100 % der AG gehörende Tochtergesellschaft, die Kathreiner Vertriebsgesellschaft Ost mbH gegründet. Die neuen Märkte, meist Krone-Center, wurden überwiegend außerhalb der Stadtzentren errichtet. Die ersten Jahre konnte die AG zunächst eine Umsatzsteigerung erzielen. 1993/1994 wurde zum ersten Mal in der Unternehmensgeschichte die 2-Milliarden-DM Umsatz-Grenze überschritten, ein Plus von über 11 %.

### Insolvenz 1997/1998
Schon ein Jahr später gingen die Umsätze überwiegend in den Neuen Bundesländern spürbar zurück. Vor allem der erhebliche Konkurrenzkampf und das schnelle Wachstum führten dazu, dass die Umsätze und Einnahmen die Kosten der neuen Märkte nicht mehr tragen konnten. Die neuen Märkte wurden immer teurer, während die Erlöse durch den Konkurrenzkampf immer geringer wurden. 1996 wurden erste Käufer für die Vertriebsgesellschaft Ost gesucht und die ersten Märkte veräußert, unter anderem an die Lidl & Schwarz-Gruppe (Kaufland) und Spar AG (Eurospar). Ende desselben Jahres wurde der Großhandel an die Spar AG für knapp 100 Mio. DM verkauft. Anfang 1997 scheiterte der Verkauf der verlustreichen Standorte der Kathreiner AG mangels Interesse endgültig. Um die drohende Insolvenz doch noch zu verhindern, versuchte der Vorstand ein letztes Mal, seine Vertriebslinien an andere Interessenten zu veräußern. Die Spar AG ging teilweise darauf ein und übernahm alle 36 Krone-Supermärkte vor allem im süddeutschen Raum. Auch die 63 Verbrauchermärkte, das Herzstück des Unternehmens mit über 750 Mio. DM Umsatz, mussten verkauft werden. Doch der Verkauf stockte und brachte der AG weitere Verluste ein. Der Umsatzverlust lag im Geschäftsjahr 1996/1997 deutlich über 100 Mio. DM.

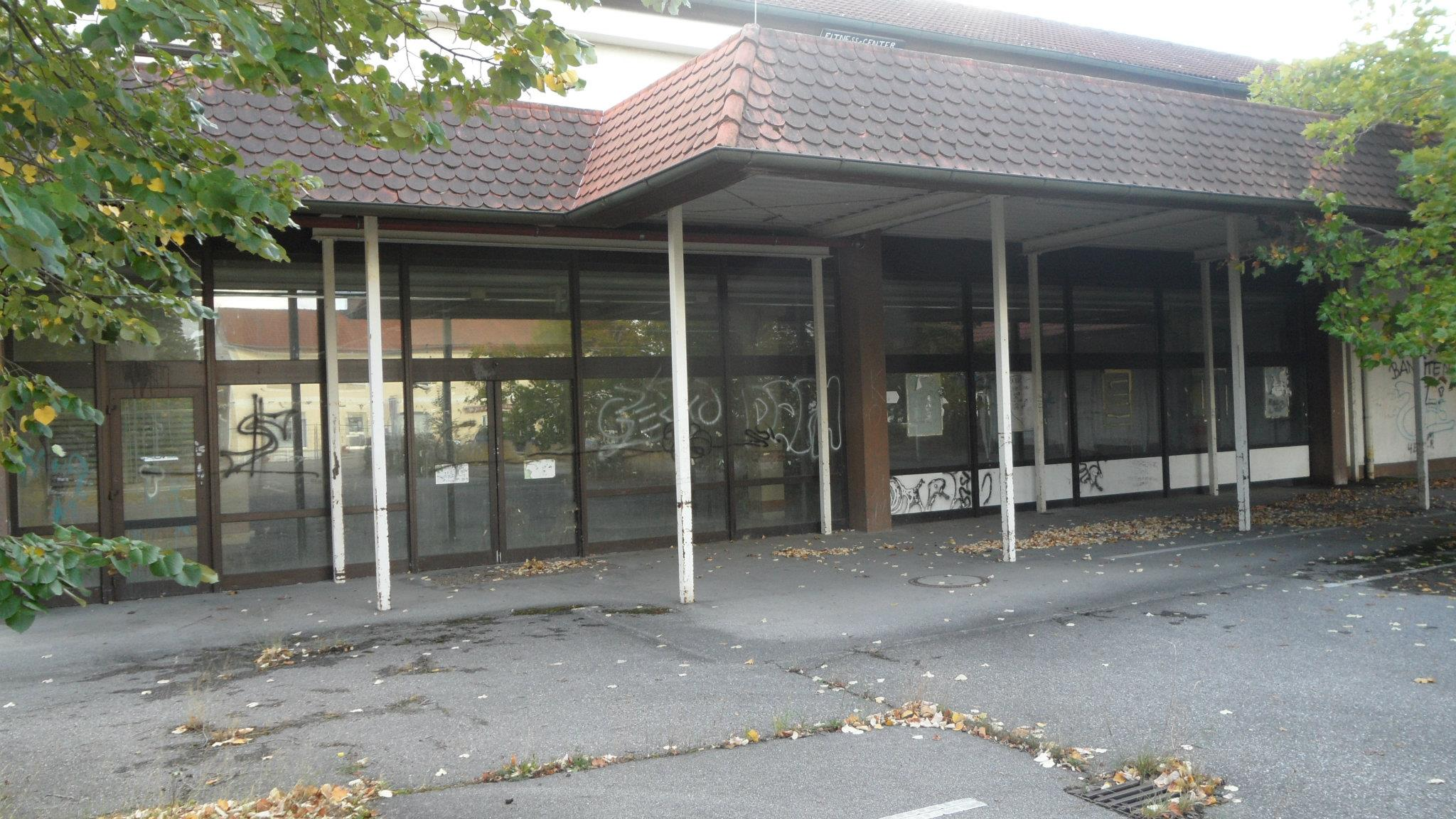
Krone-Supermarkt in Garching an der Alz (inzwischen abgerissen)

Am 18. Dezember 1997 stellte die Kathreiner Vertriebsgesellschaft Ost mbH den Insolvenzantrag. Nur wenige Wochen später, am 31. Dezember 1997, stellte der Mutterkonzern, die Kathreiner AG, den Insolvenzantrag. Um zu verhindern, dass die AG komplett zerschlagen und aufgelöst wird, wurde ein Insolvenzverwalter bestellt, um das Unternehmen aus der Krise zu führen. Anfang 1998 konnten noch 28 Verbraucher- und Großmärkte von KOMM und Krone an Mitbewerber, unter anderem Lidl & Schwarz, Spar und Tengelmann verkauft werden, ehe nur einen Monat später, am 1. März 1998 das Insolvenzverfahren eröffnet wurde. Zu Beginn des Verfahrens waren noch über 3000 Mitarbeiter in dem Unternehmen beschäftigt. Es gelang, die Non-Food Vertriebsgesellschaft CADI mit ihren 603 Mitarbeitern zu veräußern. Alle anderen Vertriebslinien, unter anderem die Baumärkte, konnten nur zum Teil an Interessenten veräußert werden. Alle verbleibenden Märkte wurden Mitte des Jahres geschlossen. Eine Auflösung der AG konnte so nicht mehr verhindert werden. In beiden Verfahren wurden die Gläubiger fast vollständig befriedigt. Insolvenzverwalter war der Münchner Rechtsanwalt Eckhart Müller-Heydenreich sowie bei der Vertriebsgesellschaft Ost die Münchner Rechtsanwältin Barbara Beutler. Letzter Vorstand der Aktiengesellschaft war Helmut Oxfart. Das Unternehmensarchiv und weitere Nachlässe befinden sich heute hauptsächlich im Bayerischen Wirtschaftsarchiv sowie im Staatsarchiv Ludwigsburg (Franck-Kathreiner).
Nur ein Jahr später stellte auch die CADI Vertriebsgesellschaft mbH, die zuvor von der Kathreiner AG veräußert worden war, den Insolvenzantrag. Die meisten Märkte wurden an Tengelmann verkauft, alle übrigen wurden geschlossen.

### Kathreiners Malzkaffeefabriken

Kathreiners Malzkaffee, Werbung 1903

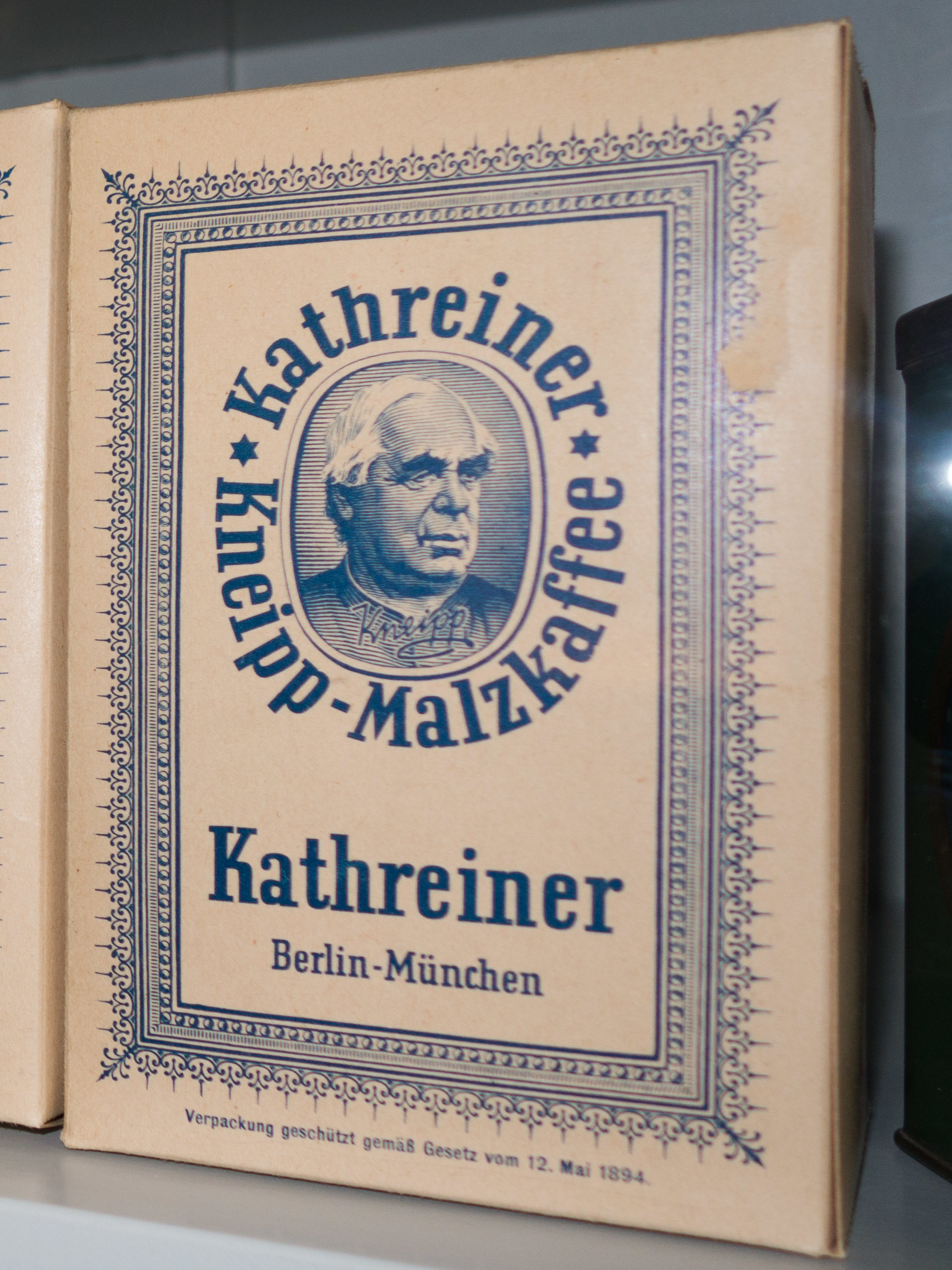
Verpackung

1889 begann der Münchener Nahrungsmittelchemiker Heinrich Trillich mit Forschungen für einen Ersatzkaffee aus Gerste, die ab 1890 von Kathreiner finanziert wurden. Das technisch anspruchsvolle Verfahren wurde am 8. März 1892 patentiert, doch die Produktion des neuen „Malzkaffees“ begann schon 1891. Zuvor, am 1. März 1891, hatte der „Wasserdoktor“ und Lebensreformer Sebastian Kneipp zugestimmt, seinen Namen für „Kneipp's Malz-Kaffee“ zur Verfügung zu stellen. 1892 wurde dann „Kathreiners Malzkaffee-Fabriken“ als Tochterunternehmen von Franz Kathreiner Nachfolger gegründet. Hermann Aust, Kolonialwarenhändler und früherer Zuckerpflanzer, wurde Miteigentümer und leitete die Geschäfte, Heinrich Trillich arbeitete als technischer Betriebsleiter. Der rasche Erfolg des neuen Produktes führte zu zahlreichen Nachahmungen, die aufgrund des am 5. Juli 1891 eingetragenen Warenzeichens jedoch erfolgreich bekämpft werden konnten. Rechtssicherheit gab es jedoch erst nach Erlass des Warenzeichengesetzes von 1894. In einem Musterprozess gegen den Kaufmann S. Rosenfelder entschied das Oberlandesgericht Frankfurt am 4. Oktober 1895, dass die Bezeichnung von Konkurrenzprodukten als „Kneippscher Malzkaffee“ unzulässig, aber eine Werbung mit Begriffen wie „nach Kneippschem System“ oder ähnlich zulässig sei.
Der Geschäftszweig Malzkaffee wurde 1892 mit der Gründung der Tochtergesellschaft Kathreiner’s Malzkaffee-Fabriken GmbH verselbständigt. Hauptgesellschafter waren die Familien Wilhelm und Brougier, Teilhaber später die Familien Aust und die Textilhändlerfamilie Seißer aus Würzburg. Die blaue Kathreiner-Packung mit dem Bildnis des Pfarrers Kneipp gilt als einer der ersten deutschen Markenartikel.
Kneipp verdiente daran nichts, er wollte nur zeigen, wie er sich gesunde Kost vorstellt.
Die Kompagnons des Unternehmens wurden am 10. Januar 1906 zu „Hoflieferanten Seiner Heiligkeit des Papstes Pius X. und der Heiligen Apostolischen Päpste“ ernannt.
Nach und nach entstanden weitere Produktionsbetriebe in Uerdingen (1895), Frankfurt (Oder) (1906), Rüppurr (1906) und Magdeburg (1909), die wegen des Antransportes von Rohstoffen mit Ausnahme des Betriebes in dem erst später nach Karlsruhe eingemeindeten Rüppurr in Hafengebieten angesiedelt wurden. Aus diesen Gründen wurde 1913 der Rüppurrer Betrieb in den Rheinhafen Karlsruhe umgesiedelt. Um 1910 besaß die Tochtergesellschaft Kathreiners Malzkaffee-Fabriken GmbH acht eigene Produktionsbetriebe im In- und Ausland. Der Magdeburger Betrieb wurde nach dem Zweiten Weltkrieg enteignet und der Konsumgenossenschaft angeschlossen. Er produzierte in der DDR und auch heute noch Kaffee und Malzkaffee unter dem Namen Röstfein.